# Masako Furuichi
Masako Furuichi (en japonés: 古市雅子, Furuichi Masako; 20 de octubre de 1996) es una deportista japonesa que compite en lucha libre. Ganó tres medallas en el Campeonato Mundial de Lucha entre los años 2019 y 2022.

## Palmarés internacional
| Campeonato Mundial | Campeonato Mundial     | Campeonato Mundial | Campeonato Mundial |
| Año                | Lugar                  | Medalla            | Categoría          |
| ------------------ | ---------------------- | ------------------ | ------------------ |
| 2019               | Nursultán (Kazajistán) | Medalla de bronce  | 72 kg              |
| 2021               | Oslo (Noruega)         | Medalla de oro     | 72 kg              |
| 2022               | Belgrado (Serbia)      | Medalla de bronce  | 72 kg              |